# Sergio Santín
Sergio Rodolfo Santín Spinelli (Salto, 6 de agosto de 1956) más conocido como "Bocha Santín" es un exfutbolista y entrenador uruguayo-colombiano. Jugaba en la posición de centrocampista. Gran parte de su carrera como futbolista la realizó en Colombia disputando 451 partidos y convirtiendo 119 goles. En su única experiencia como entrenador ascendió al Cúcuta Deportivo. Desde el año 2005 es el asistente técnico de Ricardo Gareca.

## Biografía
Nació en Salto (Uruguay) su madre argentina y su padre uruguayo, desde pequeño fue apodo "Bocha" porque jugaba mucho al fútbol cuando era pequeño. A muy temprana edad se marchó a Montevideo para empezar su vida futbolística en un club muy reconocido, el Danubio FC.
Es padre de cuatro hijos: Los mayores Damián y Diego nacieron en Uruguay, también fueron futbolistas profesionales mientras los menores María y Luca nacieron en Colombia.

## Trayectoria

### Como entrenador
Dirigió de manera interina al Once Caldas en (1991) donde paralelamente era jugador, al siguiente año (1992) se retira como jugador y vuelve a dirigir al 'Blanco Blanco' como interino las últimas fechas del campeonato.
Tras el descenso del Cúcuta Deportivo es contratado en la temporada 1995/96 junto con su asistente El 'Nene' Díaz logrando el ascenso esa misma temporada. Ya en Primera División tan sólo dirige los primeros 7 partidos de la temporada y de allí se traslada a la ciudad de Medellín donde por un año se encarga de ser el veedor de las divisiones menores del Atlético Nacional terminado el año decide abir un restaurante dedicándose de lleno a este antes de volver al fútbol.
En el año 2005 regresó al fútbol, siendo desde entonces el asistente de Ricardo "El Tigre" Gareca.

## Selección nacional
Fue internacional con la selección de fútbol de Uruguay en 18 ocasiones. Debutó con la selección en un encuentro contra Perú en 1980, empatando 2-2.  

### Participaciones en Copas del Mundo
| Mundial              | Sede   | Resultado        |
| -------------------- | ------ | ---------------- |
| Copa Mundial de 1986 | México | Octavos de final |

## Clubes

### Como jugador
| Club              | País     | Año       |
| ----------------- | -------- | --------- |
| Danubio           | Uruguay  | 1975-1980 |
| Deportivo Pereira | Colombia | 1980      |
| Cúcuta Deportivo  | Colombia | 1981      |
| Deportivo Pereira | Colombia | 1981-1982 |
| Atlético Nacional | Colombia | 1983-1984 |
| Peñarol           | Uruguay  | 1984-1985 |
| Atlético Nacional | Colombia | 1985-1986 |
| Santos            | Brasil   | 1986      |
| América de Cali   | Colombia | 1987-1990 |
| Once Caldas       | Colombia | 1990-1992 |

### Como entrenador
| Club             | País     | Año       |
| ---------------- | -------- | --------- |
| Once Caldas      | Colombia | 1992      |
| Cúcuta Deportivo | Colombia | 1995-1996 |

### Como asistente
| Club               | País      | Año       | Asistente de   |
| ------------------ | --------- | --------- | -------------- |
| América de Cali    | Colombia  | 2005      | Ricardo Gareca |
| Santa Fe           | Colombia  | 2006      | Ricardo Gareca |
| Universitario      | Perú      | 2007-2008 | Ricardo Gareca |
| Vélez              | Argentina | 2009-2013 | Ricardo Gareca |
| Palmeiras          | Brasil    | 2014      | Ricardo Gareca |
| Selección Absoluta | Perú      | 2015-2022 | Ricardo Gareca |
| Vélez              | Argentina | 2023      | Ricardo Gareca |
| Selección Absoluta | Chile     | 2024-2025 | Ricardo Gareca |
| Seleccion Absoluta | Perú      | 2025-Act. | Ricardo Gareca |

## Palmarés

### Como jugador
| Título           | Club            | País     | Año  |
| ---------------- | --------------- | -------- | ---- |
| Primera División | América de Cali | Colombia | 1990 |

### Como entrenador
| Título           | Club             | País     | Año     |
| ---------------- | ---------------- | -------- | ------- |
| Segunda División | Cúcuta Deportivo | Colombia | 1995/96 |

### Como asistente
| Título           | Equipo          | País      | Año  |
| ---------------- | --------------- | --------- | ---- |
| Primera División | Vélez Sarsfield | Argentina | 2009 |
| Primera División | Vélez Sarsfield | Argentina | 2011 |
| Primera División | Vélez Sarsfield | Argentina | 2012 |
| Copa Campeonato  | Vélez Sarsfield | Argentina | 2013 |